# Granchio (arma)
Il Granchio (pt. Caranguejo; en. Crab sword), anche noto come Spada nera di bordo (pt. Espada preta de bordo; en. Carracks black sword), era un'arma bianca manesca del tipo spada inventata in Portogallo, durante il XV secolo, progettata per essere utilizzata da soldati e marinai su navi e caravelle nella c.d. "Età delle scoperte". Si trattava di una spadona da fante. Era anche conosciuto dai portoghesi come Colhona (lett. "grosse palle") per via della forma rotonda delle placche terminali che ricorda una rappresentazione dei testicoli in un simbolo fallico a forma di spada.

## Storia
Questo tipo di spada sarebbe apparso tra il 1460 e il 1480 e fu molto in uso nelle stazioni commerciali portoghesi, le feitorias in Africa, arrivando ad essere usato come simbolo d'onore dai capi locali. Ebbe anche larga diffusione in Italia. Restò in uso sino al XVII secolo.

## Descrizione
La caratteristica precipua del Granchio era la grande guardia a forma di "C" rovesciata con terminali a piastrine rotonde di grandi dimensioni e archetti di rinforzo che convergevano sul ricasso. Le piastrine al termine della guardia erano affilate al punto da poter essere usati come lame extra, perché possono essere convenienti nel combattimento ravvicinato. I modelli successivi avevano anche guardia a conchiglia paramano con doppi ponti.

Queste spade erano dipinte di nero per non riflettere la luce e annunciare la loro presenza sulle navi e per resistere alla ruggine causata dall'acqua salata.